# Mac Herewini
Macfarlane (Mac) Alexander Herewini, né le 20 octobre 1939 à Mokai (Nouvelle-Zélande) et mort le 21 mai 2014 à Ōtāhuhu (Nouvelle-Zélande), est un joueur de rugby à XV qui a joué avec l'équipe de Nouvelle-Zélande. Il évoluait au poste de demi d'ouverture ou arrière (1,68 m pour 73 kg). 

## Carrière
Il a joué avec la province de Auckland de 1958 à 1970, et avec l'équipe des Māori de Nouvelle-Zélande.
Il a disputé son premier test match avec l'équipe de Nouvelle-Zélande le 22 septembre 1962, à l’occasion d’un match contre l'Australie. Il disputa son dernier test match contre cette même équipe, le 19 août 1967. 

## Palmarès
- Nombre de test matchs avec les Blacks : 10
- Nombre total de matchs avec les Blacks : 32